# 생물리학

생물리학(生物理學, 영어: biophysics) 또는 생물물리학(生物物理學)은 물리학의 이론과 방법들을 이용하여 복잡한 생물학의 문제를 설명하려는 분야이다. 생물리학은 분자생물학수준부터 복잡한 조직세포 수준의 상호작용, 생태계등 많은 생물 분야를 포괄적으로 연구한다. 최근 생물리학자들이 노벨상을 수상하게 되면서 전세계적으로 관심을 받고 있는 분야이다. 생물정보학과는 다른 분야이다.

## 역사
현재까지도 지속적으로 진보하고 있는 학문이다. 생물리학의 역사는 정확하게 말하기 힘들다. 가장 초기 생물리학 교육의 시작은 1840년경 독일 베를린 학교에서 시작되었으며, 선구자로는 헤르만 폰 헬름홀츠, 에른스트 하인리히 베버 , 카를 루트비히, 요하네스 페터 뮐러 등을 꼽는다. 현재는 생물리학공동체 규모가 7000여명 정도로 성장하였으며, 통계물리학적 접근방법과 컴퓨터의 많은 발전으로 더욱 빠르게 성장하고 있다.

## 생물리학 노벨상 수상자
많은 생물리학 분야에서 노벨상수상이 이루어졌지만 생물리학이라는 수상분야가 없기에 생리의학상이나 화학상 등을 수상하였다.
- 앤드루 헉슬리(Andrew Huxley)와 엘런 호지킨(Alan Lloyd Hodgkin) - 활동전위가 생겨나는 원리 규명 1963년에 노벨 생리학·의학상 공동수상
- 만프레트 아이겐 - 1967년에 매우 짧은 간격의 에너지 펄스로 유도된 극히 빠른 화학 반응에 대한 연구에 대한 공로로 노벨 화학상을 공동수상
- Thomas A. Steit - 리보솜의 3차원 구조를 밝혀낸 공로로 2009년 노벨 화학상 공동수상
- 마이클 레빗 - 2013년 노벨 화학상

## 주요 연구분야
생물리학은 분자생물학, 생화학, 화학, 컴퓨터과학, 수학, 의학, 약리학, 물리학, 신경과학 등과 같은 매우 많은 연구 분야와 함께 연구를 진행하므로 대학의 학부나 전공 수준에서는 찾아 보기 쉽다. 어떤 분야와 공동연구를 진행 하느냐에 따라 매우 다양한 연구를 진행할 수 있다. 따라서 이런 연구들이 가능하도록 주로 연구소 수준에서 생물리학을 연구하며 막스플랑크 협회 같은 곳에 존재하고 있다.

## 같이 보기
- 생물물리화학
- 수리생물학
- 생리체학